# Abe (jezero)
Jezero Abe ili Jezero Abe Bad je slano jezero na granici Etiopije i Džibutija, to je posljednje jezero u nizu od šest međusobno povezanih jezera; Gemeri, Afambo, Laitali, Gumare i Bario (od sjevera prema jugu) koje povezuje rijeka Avaš. Jezero Abe je krajnje odredište rijeke Avaš u Danakilskoj pustinji.

## Zemljopisne osobine
Afarska depresija,u kojoj se nalazi Danakilska pustinja, je središnje mjesto sudaranja tri ploče zemljina omotača, koje vuku svaka na svoju stranu od te središnje točke, iako ne sve istom brzinom.
Na sjeverozapadnoj obali uzdiže se vulkan Dama Ali (1069 metara), a duž jugozapadne i južne obale protežu se ogromne slatine (isušene pličine slane vode), širine do 10 km. Osim Avaša, vodu jezeru Abe daju i dvije sezonske pritoke Wadiji; Oleldere i Abuna Merekes, koji uviru u jezero sa zapada i juga, preko slatina. Danas je površina otvorenih voda jezera 34.000 ha, nedavne suše i intenzivno crpljenje vode iz Avaša za navodnjavanje izazvalo je pad razine jezera od pet metara.
Jezero Abe znano je poznat po svojim vapnjenjačkim dimnjacima, koji se uzdižu do visine od 50 metara, iz njih suklja para. Obale Jezera Abe nastanjuju nomadski Afari (zvani i Danakili), jezero je također poznato po brojnim jatima Plamenaca.

## U popularnoj kulturi
Neke scene iz američkog hit filma Planet majmuna iz 1968. godine su snimane na obalama Jezera Abe.

## Vanjske poveznice
|  | Zajednički poslužitelj ima još gradiva o temi Abe (jezero) |

- Fotografije Jezera Abe (fr.)